# 얘르바주

얘르바 주의 위치

얘르바주(에스토니아어: Järva maakond)는 에스토니아 중부에 위치한 주로 주도는 파이데이며 면적은 2,623km2, 인구는 36,130명(2009년 기준), 인구 밀도는 14명/km2, ISO 3166-2 코드는 EE-51이다. 동쪽으로는 래네비루 주, 남동쪽으로는 여게바 주, 남쪽으로는 빌리안디 주, 남서쪽으로는 패르누 주, 서쪽으로는 라플라 주, 북쪽으로는 하리우 주와 접한다.

주기
주 문장

## 하위 행정 구역

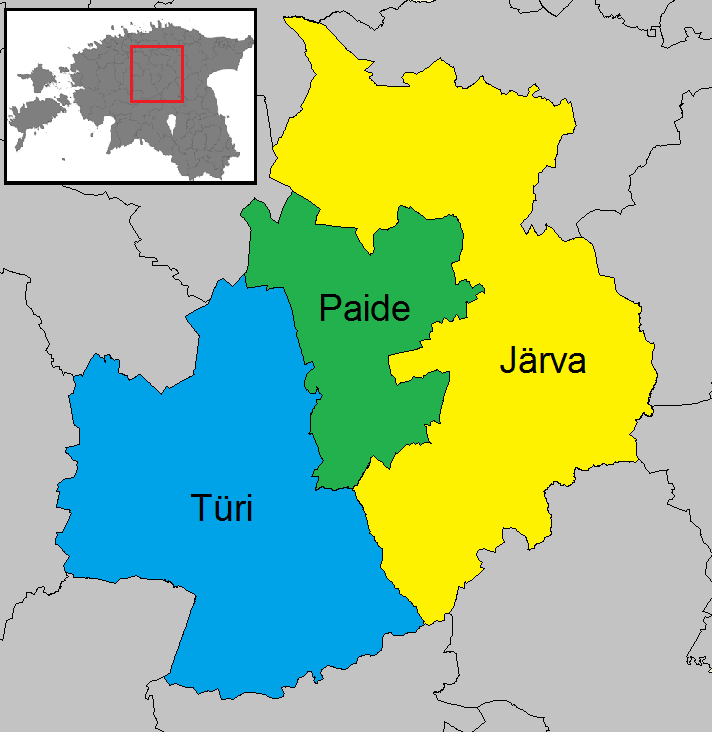
얘르바 주의 하위 행정 구역

얘르바 주는 3개 지방 자치체를 관할하는데 1개 시, 2개 군으로 나뉜다.
- 얘르바군
- 파이데시
- 튀리군